# TecSAR
TecSAR es un satélite espía israelí  lanzado el 21 de enero de 2008 desde el Centro Espacial Satish Dhawan mediante un cohete PSLV.
El satélite utiliza cámaras ópticas y un radar de apertura sintética (SAR por sus siglas en inglés) en banda X para realizar sus observaciones. La resolución de la cámara óptica es de 1 metro, y la del radar de 10 cm.
TecSAR fue el primer satélite israelí en utilizar un SAR para poder realizar observaciones tanto de día como de noche.